# Anthene leptala
Anthene leptala är en fjärilsart som beskrevs av Courvoisier 1914. Anthene leptala ingår i släktet Anthene och familjen juvelvingar. Inga underarter finns listade i Catalogue of Life.